# Typhonium watanabei
Typhonium watanabei är en kallaväxtart som beskrevs av J.Murata, Sookch. och Wilbert Leonard Anna Hetterscheid. Typhonium watanabei ingår i släktet Typhonium och familjen kallaväxter.
Artens utbredningsområde är Thailand. Inga underarter finns listade.